# Нововиноградов
Нововиноградов (бел. Новавінаградаў) — деревня в Новомарковичском сельсовета Жлобинского района Гомельской области Белоруссии.

## География

### Расположение
В 39 км на юго-восток от районного центра и железнодорожной станции Жлобин (на линии Бобруйск — Гомель), 82 км от Гомеля.

## Транспортная сеть
Транспортные связи по просёлочной, а затем автомобильной дороге Стрешин — Жлобин. Планировка состоит из короткой, почти прямолинейной улицы, близкой к широтной ориентации и застроенной двусторонне, неплотно деревянными домами усадебного типа.

## История
Основана в начале 1920-х годов переселенцами из соседних деревень. В 1932 году жители вступили в колхоз. Во время Великой Отечественной войны 18 жителей погибли на фронте. В 1967 году к деревне присоединён посёлок Витов. В составе колхоза «Березина» (центр — деревня Новые Марковичи).

## Население

### Численность
- 2004 год — 14 хозяйств, 34 жителя.

### Динамика
- 1959 год — 292 жителя (согласно переписи).
- 2004 год — 14 хозяйств, 34 жителя.

## Достопримечательность
- Водно-болотный заказник местного значения "Калиновка".